# مکگام هاووکا (آریزونا)
مکگام هاووکا (به انگلیسی: Makgum Havoka) یک منطقهٔ مسکونی در ایالات متحده آمریکا است که در آریزونا واقع شده‌است. مکگام هاووکا ۸۹۰ متر بالاتر از سطح دریا واقع شده‌است.